# 里奇菲爾德 (北卡羅萊納州)
里奇菲爾德（英語：Richfield）是一個位於美國北卡羅萊納州斯坦利縣的城鎮。

## 人口
根據2020年美國人口普查的數據，里奇菲爾德的面積為6.32平方千米，當中陸地面積為6.27平方千米，而水域面積為0.05平方千米。當地共有人口582人，而人口密度為每平方千米92人。